# Bikkasandra, Krishnarajpet
Bikkasandra là một làng thuộc tehsil Krishnarajpet, huyện Mandya, bang Karnataka, Ấn Độ.